# Pelidnota cribrata
Pelidnota cribrata är en skalbaggsart som beskrevs av Ohaus 1913. Pelidnota cribrata ingår i släktet Pelidnota och familjen Rutelidae. Inga underarter finns listade i Catalogue of Life.